# Myrmecephala limbata
Myrmecephala limbata är en insektsart som först beskrevs av Günther Enderlein 1918.  Myrmecephala limbata ingår i släktet Myrmecephala och familjen spetsbladloppor.
Artens utbredningsområde är Bolivia. Inga underarter finns listade i Catalogue of Life.